# アジア政経学会
一般財団法人アジア政経学会（アジアせいけいがっかい、英: Japan Association for Asian Studies, 略称: JAAS）は、1953年（昭和28年）に設立され、1957年（昭和32年）に財団法人として登録された学術組織。元外務省所管。現代アジア研究に関する日本の学会としては最大規模である。

## 歴史
サンフランシスコ講和条約を締結してまもない、1953年5月5日に発足し、アジア関連の学会では、戦後もっとも早く設立された学会のひとつである。この日、東京大学に隣接する本郷・学士会館で設立発起人会を開き、続けて同年6月27日・28日に、慶應義塾大学で第1回大会を開催した。

## 活動
アジア地域の主として政治、経済について理論的及び実証的研究を行い、その成果を公開すること等をもって目的とする。年1回の全国大会の開催、1回の東日本と西日本での地区研究大会の開催、学会研究誌である『アジア研究』の年4回の発行、年3回をめどとする『ニューズレター』の発行（2010年（平成22年）現在まで29号）等である。

## 歴代理事長
＜この節の主な出典： ＞
| 代   | 在職期間                | 理事長     | 所属機関                       | 備考(主な経歴等)                                                       |
| ---- | ----------------------- | ---------- | ------------------------------ | ---------------------------------------------------------------------- |
| 初代 | 1953年5月 - 1964年10月  | 植田捷雄   | 東京大学教授                   | 東亜同文書院教授、東大法学博士                                         |
| 2代  | 1964年10月 - 1968年10月 | 板垣與一   | 一橋大学教授                   | 八千代国際大学初代学長、一橋大学経済学博士                             |
| 3代  | 1968年10月 - 1972年10月 | 山本登     | 慶應義塾大学教授               | 慶應義塾大学経済学博士                                                 |
| 4代  | 1972年10月 - 1976年10月 | 川野重任   | 東京大学教授                   | 京都大学農学博士                                                       |
| 5代  | 1976年10月 - 1978年10月 | 石川滋     | 一橋大学教授                   | 青山学院大学教授、一橋大学経済学博士                                   |
| 6代  | 1978年10月 - 1981年10月 | 衞藤瀋吉   | 東京大学教授                   | 亜細亜大学学長                                                         |
| 7代  | 1981年10月 - 1983年10月 | 矢内原勝   | 慶應義塾大学教授               |                                                                        |
| 8代  | 1983年10月 - 1985年10月 | 衞藤瀋吉   | 東京大学教授・青山学院大学教授 | 亜細亜大学学長                                                         |
| 9代  | 1985年10月 - 1987年10月 | 松本三郎   | 慶應義塾大学教授               |                                                                        |
| 10代 | 1987年10月 - 1989年10月 | 岡部達味   | 東京都立大学 (1949-2011)教授   | 東京大学社会学博士                                                     |
| 11代 | 1989年10月 - 1991年10月 | 平野健一郎 | 東京大学教授                   | 早稲田大学政治経済学部教授                                             |
| 12代 | 1991年10月 - 1993年10月 | 山田辰雄   | 慶應義塾大学教授               |                                                                        |
| 13代 | 1993年10月 - 1995年10月 | 渡辺利夫   | 東京工業大学教授               | 拓殖大学総長、慶應義塾大学経済学博士                                   |
| 14代 | 1995年10月 - 1997年10月 | 中兼和津次 | 東京大学教授                   | 一橋大学教授                                                           |
| 15代 | 1997年10月 - 1999年10月 | 小島朋之   | 慶應義塾大学教授               |                                                                        |
| 16代 | 1999年10月 - 2001年10月 | 天児慧     | 青山学院大学教授               | 東京大学大学院総合文化研究科客員教授、一橋大学社会学博士               |
| 17代 | 2001年10月 - 2003年10月 | 石井明     | 東京大学大学院総合文化研究科   |                                                                        |
| 18代 | 2003年10月 - 2005年10月 | 末廣昭     | 東京大学社会科学研究所         | 学習院大学教授                                                         |
| 19代 | 2005年10月 - 2007年10月 | 国分良成   | 慶應義塾大学法学部             | 防衛大学校長                                                           |
| 20代 | 2007年10月 - 2009年10月 | 加藤弘之   | 神戸大学大学院経済学研究科     | 神戸大学 博士 (経済学)                                                 |
| 21代 | 2009年10月 - 2011年10月 | 高原明生   | 東京大学大学院法学政治学研究科 |                                                                        |
| 22代 | 2011年10月 - 2013年6月  | 金子芳樹   | 獨協大学外国語学部             | 慶大法学博士                                                           |
| 23代 | 2013年6月 - 2015年6月   | 竹中千春   | 立教大学法学部                 |                                                                        |
| 24代 | 2015年6月 - 2017年6月   | 丸川知雄   | 東京大学社会科学研究所         |                                                                        |
| 25代 | 2017年6月 - 2019年6月   | 園田茂人   | 東京大学東洋文化研究所         | 早稲田大学教授                                                         |
| 26代 | 2019年6月 - 2021年6月   | 高橋伸夫   | 慶應義塾大学法学部             |                                                                        |
| 27代 | 2021年6月 - 現在        | 佐藤百合   | 国際交流基金                   | 日本貿易振興機構アジア経済研究所名誉研究員、インドネシア大学経済学博士 |